# مملكة بخياني

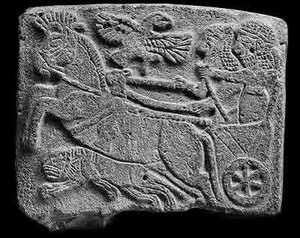
رسم على البازلت للقطة صيد، وجدت في تل حلف، مؤرخة 850-830 ق.م

مملكة بخياني هي مملكة آرامية بائدة. تم الكشف عنها في تل حلف في سورية. اكتشفت من قبل عالم الآثار الألماني ماكس فون أوبنهايم بعد 10 سنوات من بدء أعمال التنقيب بالتحديد في عام 1910 م. ازدهرت في الفترة الثانية في الألف الأول ق.م.
بالقرب من تل حلف ويبعد نحو 2 كم يقع تل الفخيرية.
أشهر مدن المملكة هي العاصمة غوزانا.